# Lunca (Mureș)
Lunca (Hongaars: Tekeújfalu) is een comună in het district Mureș, Transsylvanië, Roemenië. Het is opgebouwd uit vijf dorpen, namelijk:
- Băiţa
- Frunzeni
- Logig
- Lunca
- Sântu

## Demografie
In 2002 telde de comună zo'n 2.871 inwoners, in 2007 waren dit er nog 2.721. Dat is een daling met 150 inwoners (-5,2%) in vijf jaar tijd.